# Karl Reuß (Prähistoriker)
Karl Reuß (* 1. Dezember 1844 in Stuttgart; † 5. Juni 1922 in Halle (Saale)) war ein deutscher Bergbau- und Hütteningenieur und Prähistoriker.

## Leben
Karl Reuß war bis 1898 Berg- und Hüttendirektor des Eisenwerks Lauchhammer und der Gröditzer Eisenhütte. Nach dieser Tätigkeit übersiedelte er nach Halle. 1903 wurde er zum Mitglied des Verwaltungsausschusses für das Provinzialmuseum (das heutige Landesmuseum für Vorgeschichte) gewählt. Nach dem Tod des bisherigen Museumsleiters Oscar Förtsch wurde Reuß am 1. Januar 1906 zunächst zum stellvertretenden und am 13. Juni schließlich zum regulären Direktor ernannt. 1908 wurde er zum Mitglied der Historischen Kommission der Provinz Sachsen und des Herzogtums Anhalt ernannt. Am 31. Juli 1912 ging Reuß in den Ruhestand. Sein Nachfolger als Museumsdirektor wurde Hans Hahne.
Er war Herausgeber der Mitteilungen aus dem Provinzial-Museum der Provinz Sachsen zu Halle a.d. Saale und der Jahresschrift für die Vorgeschichte der sächsisch-thüringischen Länder.